# Hangflächen um den Heidesheimer Weg
Koordinaten: 49° 59′ 9″ N, 8° 5′ 38″ O
Das Naturschutzgebiet Hangflächen um den Heidesheimer Weg liegt auf dem Gebiet des Landkreises Mainz-Bingen in Rheinland-Pfalz. Das 334,76 Hektar große Naturschutzgebiet, das mit Verordnung vom 30. Juni 2003 unter Naturschutz gestellt wurde, erstreckt sich zwischen der Kernstadt Ingelheim am Rhein im Südwesten und den Ingelheimer Stadtteilen Heidesheim am Rhein im Nordosten und Wackernheim im Südosten. Unweit nördlich verläuft die Bundesautobahn 60 und südlich die Landesstraße 419.
Das Gelände gehört zum Kalkflugsandgebiet Mainz-Ingelheim, einem Biotopsystem von nationaler und mitteleuropäischer Bedeutung für den Arten- und Biotopschutz. Es wurde – so die Rechtsverordnung – „wegen seiner Seltenheit, besonderen Eigenart und hervorragenden Schönheit“ unter Schutz gestellt.

## Schutzzweck
Schutzzweck ist die Erhaltung und weitere Entwicklung einer stark strukturierten Kulturlandschaft mit einer Vielfalt an unterschiedlichen Lebensbedingungen, die von trockenen Böden bis hin zu Gewässerbereichen als Lebensraum für charakteristische, seltene oder gefährdete wildlebende Pflanzen- und Tierarten reicht. Das Gebiet beinhaltet insbesondere Dünen, offene Sandflächen, Sandpionierfluren, Sandrasen, Kalkmagerrasen, Kalkfelsbereiche, dazu Quellen und Quellbäche, naturnahe Feucht- und Gewässerbereiche, Röhricht- und Großseggenbestände, Hochstaudenflure, Raine, Wiesen sowie Streuobstwiesen, Brachflächen unterschiedlichster Ausprägung, alt- und todholzreiche Waldbestände, Hecken, Feld-, Einzelgehölze, Bäume und Baumgruppen.